# Narros de Saldueña
Narros de Saldueña è un comune spagnolo di 177 abitanti situato nella comunità autonoma di Castiglia e León.